# Jersey Oriental
La provincia de Jersey Oriental, junto con la provincia de Jersey Occidental, entre 1674 y 1702 de acuerdo con la Escritura Quintipartita, fueron dos divisiones políticas distintas de la Provincia de Nueva Jersey, que se convirtió en el estado de Nueva Jersey (Estados Unidos). Las dos provincias se fusionaron en 1702. La capital de Jersey Oriental estaba ubicada en Perth Amboy. La determinación de una ubicación exacta para una frontera entre Jersey Occidental y Jersey Oriental fue a menudo un tema de disputa.
El área que comprende Jersey Oriental había sido parte de Nuevos Países Bajos. Los primeros asentamientos (incluidos los condados actuales de Bergen y Hudson) por parte de los holandeses incluyeron Pavonia (1633), Vriessendael (1640) y Achter Kol (1642). Estos asentamientos se vieron comprometidos en la Guerra de Kieft (1643-1645) y la Guerra del Durazno (1655-1660). Los colonos regresaron nuevamente a las costas occidentales del río Hudson en la formación de 1660 de Bergen, Nueva Holanda, que se convertiría en el primer asentamiento europeo permanente en el territorio del estado moderno de Nueva Jersey. Durante la segunda guerra anglo-neerlandesa, el 27 de agosto de 1664, Nueva Ámsterdam se rindió a las fuerzas inglesas.
Entre 1664 y 1674, la mayoría de los asentamientos procedían de otras partes de las Américas, especialmente de Nueva Inglaterra, Long Island y las Indias Occidentales. Elizabethtown y Newark en particular tenían un fuerte carácter puritano. Al sur del río Raritan, Monmouth Tract fue desarrollado principalmente por cuáqueros de Long Island. En 1675, el este de Jersey se dividió en cuatro condados con fines administrativos: el condado de Bergen, el condado de Essex, el condado de Middlesex y el condado de Monmouth. Había siete ciudades establecidas: Shrewsbury, Middleton, Piscataway, Woodbridge, Elizabethtown, Newark y Bergen. En una encuesta realizada en 1684, la población se estimó en 3500 individuos en unas 700 familias (no se incluyeron los esclavos africanos).
Aunque varios de los propietarios de Jersey Oriental en Inglaterra eran cuáqueros y el gobernador durante la mayor parte de la década de 1680 fue el principal cuáquero Robert Barclay, la influencia de los cuáqueros en el gobierno no fue significativa. Incluso la inmigración instigada por Barclay estaba orientada a promover la influencia escocesa más que la influencia cuáquera. En 1682, Barclay y los demás propietarios escoceses comenzaron el desarrollo de Perth Amboy como capital de la provincia. En 1687, James II permitió que los barcos se despacharan en Perth Amboy.
Las frecuentes disputas entre los residentes y los propietarios, en su mayoría ausentes, sobre la propiedad de la tierra y los alquileres plagaron la provincia hasta su rendición al gobierno de Ana de Gran Bretaña en 1702.

## Gobernadores del este de Jersey Oriental (1674-1702)
| Philip Carteret | 1674-1682 |                                               |
| Roberto Barclay | 1682-1688 |                                               |
| Edmundo Andros  | 1688-1689 | Gobernado como el Dominio de Nueva Inglaterra |
| Andrew Hamilton | 1692-1697 |                                               |
| Jeremiah Basse  | 1698-1699 |                                               |
| Andrew Hamilton | 1699-1702 |                                               |